# Nicéforo Focas, o Velho
Nicéforo Focas (em grego: Νικηφόρος Φωκᾶς; romaniz.: Nikēphoros Phōkas; m. 895/896 ou ca. 900), geralmente apelidado como o Velho para distingui-lo de seu neto, o imperador Nicéforo II Focas (r. 963–969), foi um dos generais bizantinos mais proeminentes do final do século IX, e o primeiro membro relevante da família Focas. Quando jovem ingressou no séquito pessoal do imperador Basílio I, o Macedônio (r. 867–886), ascendendo à posição de protoestrator e então governador de Carsiano, onde lutou com sucesso contra os árabes. Em ca. 886, liderou uma grande expedição no sul da Itália, onde suas vitórias cimentaram as bases para o ressurgimento bizantino na península.
Após seu retorno, foi elevado ao posto de doméstico das escolas, em efeito o comandante-em-chefe do exército, que liderou com sucesso contra os árabes no Oriente e contra os búlgaros do imperador Simeão I nos Bálcãs. Ele morreu em 895/896 ou, menos provavelmente, em algum momento ca. 900. Contemporâneos e historiadores posteriores louvaram-o por sua habilidade militar e caráter. Ambos os seus filhos posteriormente sucederam-o como domésticos das escolas. Seus netos Nicéforo e Leão foram igualmente generais distintos, enquanto o primeiro tornou-se imperador em  963–969, encabeçando a recuperação de várias províncias perdidas para os árabes.

## Vida

### Infância e carreira

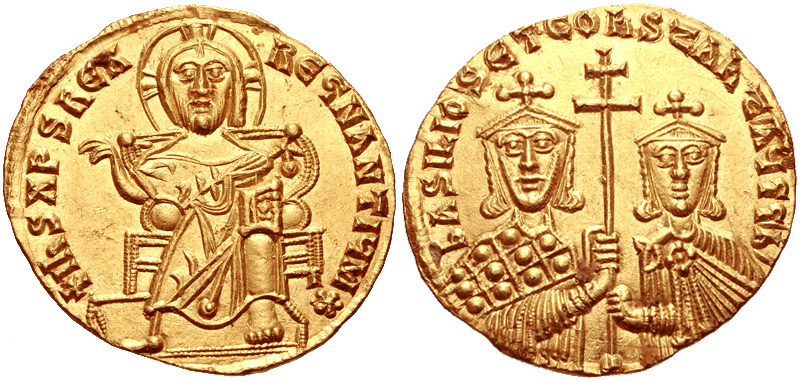
Soldo de

Nicéforo foi o filho do fundador da família Focas, um homem chamado Focas, nativo da Capadócia. Durante uma das campanhas do imperador Basílio I, o Macedônio (r. 867–886) em algum momento na década de 870 (provavelmente ca. 872), o pai de Nicéforo chamou a atenção do imperador e foi elevado ao posto de turmarca. Ao mesmo tempo Nicéforo, ainda jovem, ingressou no séquito imperial, e foi logo nomeado para os corpos de guarda dos manglabitas. Ele possivelmente participou na campanha de Basílio de 873 contra Samósata.
Logo depois, em algum momento antes de 878, Nicéforo foi promovido ao posto de protoestrator e recebeu do imperador seu próprio palácio nas proximidades da Igreja de Santa Tecla. Posteriormente, ascendeu ao posto de governador militar (estratego) do Tema de Carsiano, um posto com o qual, segundo os continuadores de Jorge Mônaco, conseguiu numerosos sucessos contra os árabes.

### Comando no sul da Itália

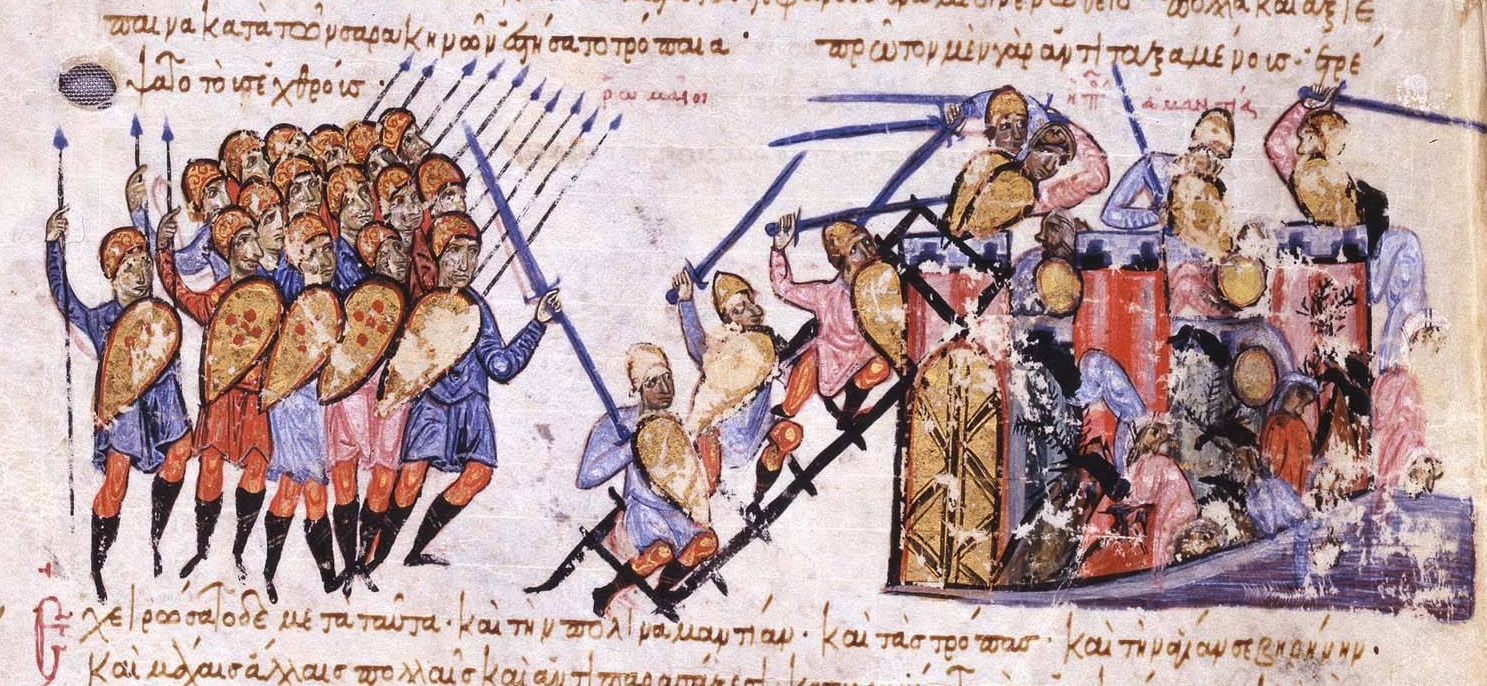
Tropas comandadas por Nicéforo Focas capturam a cidade de Amância.Iluminura no Escilitzes de Madrid.

Mapa da Itália por volta do ano 1000

Nicéforo permaneceu no comando de Carsiano até sua nomeação como comandante-em-chefe (monoestratego, "general único") contra os árabes no sul da Itália em substituição de Estêvão Maxêncio, que havia sido derrotado por eles. Isso ocorreu em 885, segundo a datação tradicional. É provável, contudo, que Nicéforo foi originalmente enviado para a Itália já antes disso, como chefe dum destacamento removido das tropas de Carsiano, que Teófanes Continuado relata como parte da força expedicionária de Maxêncio. Seu comando envolveu as forças de vários temas ocidentais (Trácia, Macedônia, Cefalênia, Longobárdia e Calábria), mas Teófanes Continuado também relata que Nicéforo recebeu mais reforços dos temas da Ásia Menor, incluindo um destacamento pauliciano. O comando de Nicéforo na Itália durou até sua reconvocação para Constantinopla após a ascensão de Leão VI, o Sábio no final de 886. Shaun Tougher, contudo, aponta que Nicéforo foi enviado para a Itália apenas após a ascensão de Leão VI, pois os escritos de Leão tomam crédito por seu envio para lá, e que sua reconvocação não ocorreu até ca. 887.
O Império Bizantino esteve ausente de seus assuntos no sul da Itália por quase um século, mas a ascensão de Basílio, o Macedônio mudou isso: de 868 em diante, a frota e diplomacia imperiais foram empregadas num esforço para assegurar o mar Adriático dos raides sarracenos, restabelecendo o domínio bizantino sobre a Dalmácia, e estendendo o controle mais uma vez sobre partes da Itália. Otranto foi tomada dos sarracenos em 873, e Bari em 876. Segundo as fontes bizantinas, durante seu mandato na Itália Nicéforo recuperou numerosas cidades tomadas pelos árabes nos anos anteriores, incluindo Taranto, Bari, Santa Severina, Régio e Taormina, Tropas e especialmente Amância, que Maxêncio havia anteriormente atacado sem sucesso. Segundo os continuadores de Jorge Mônaco, ele estava sitiando Amância quando notícias chegaram da morte de Basílio I e sua reconvocação por Leão VI; Nicéforo manteve as notícias em segredo até persuadir a guarnição árabe a render-se sob garantia de salvo conduto.
Durante seu tempo na Itália também tomou medidas para fortalecer a posição bizantina ao assentar muitos armênios na região, bem como 1 000 escravos alforriados doados pela antiga benfeitora do imperador Basílio, a viúva Danielis. O historiador do século XI João Escilitzes relata ainda que Nicéforo terminou o abuso contra a população local, ao acabar com a prática de reconvocar soldados bizantinos portando italianos locais para serem vendidos no Oriente como escravos. Segundo Escilitzes, o agradecidos italianos dedicaram uma igreja em sua honra. Pelo tempo de sua partida, ele havia estendido o controle bizantino sobre boa parte da Apúlia e Calábria. Estas vitórias foram seguidas por seus sucessores e levaram à fundação de um poder bizantino ressurgente no sul da Itália, culminando no estabelecimento do Longobárdia em ca. 892. As regiões da Apúlia, Calábria e Basilicata permaneceram firmemente sob controle bizantino até o século XI.

### Doméstico das escolas e guerra na Bulgária

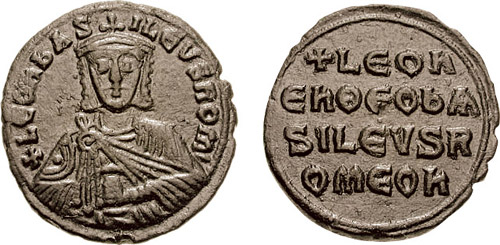
Fólis de r.

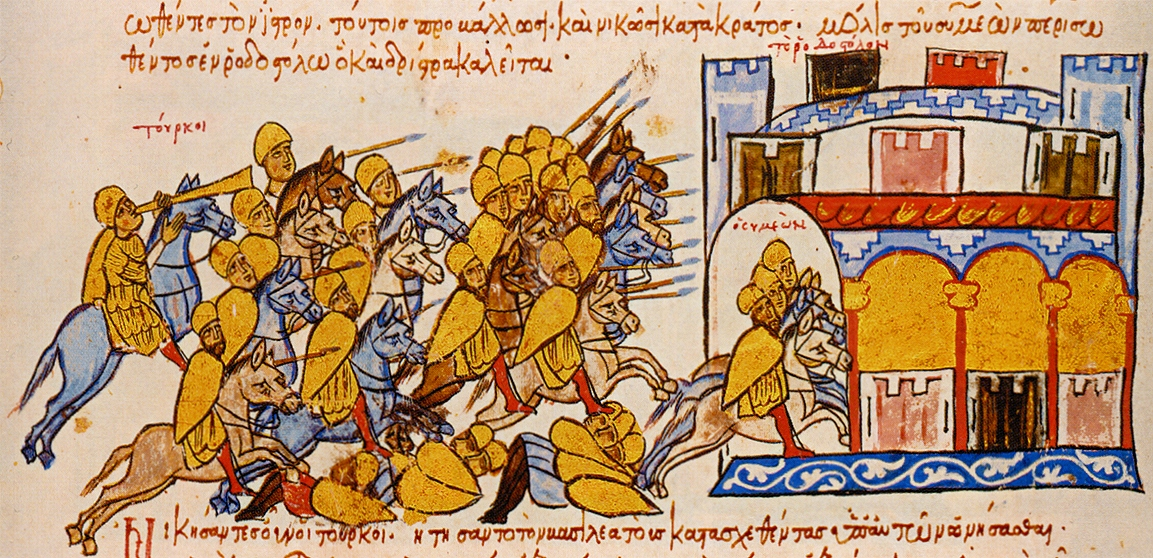
Magiares perseguem Simeão I para Dorostolo.Iluminura no Escilitzes de Madrid.

Seu sucesso na Itália assegurou a Nicéforo uma recepção amigável e honra em seu retorno para Constantinopla, mas não é mencionado novamente por vários anos, até a eclosão da guerra com a Bulgária em 894. Nesse meio tempo, foi elevado à posição de patrício e nomeado ao posto de doméstico das escolas, em efeito o comandante-em-chefe do exército bizantino, após a morte de seu predecessor, André, o Cita. Em 895, foi enviado contra os búlgaros como chefe dum grande exército. É incerto se Nicéforo lutou com os búlgaros, pois uma invasão dos magiares ao norte instigada pelos bizantinos e as atividades da marinha bizantina no Danúbio forçaram o imperador Simeão I a solicitar uma trégua, e os bizantinos se retiraram.
Essa é a última campanha associada com Nicéforo Focas, e Simeão Logóteta relata que ele morreu em 895/896. Sua morte relatadamente encorajou Simeão I a reabrir hostilidades, com sucesso devastador contra o doméstico sucessor de Nicéforo, Leão Catacalo. A última crônica de Teófanes Continuado, contudo, relata uma história diferente, segundo a qual Nicéforo foi desgraçado e demitido de seu posto após recusar a proposta de aliança matrimonial com o poderoso ministro chefe de Leão, Estiliano Zautzes. Após um período fora de ofício, Nicéforo foi então nomeado estratego de Carsiano ou do Tema Tracesiano, gastando seus anos remanescentes, até sua morte em torno de 900, lutando com os árabes. A Táctica de Leão VI e a posterior De velitatione bellica também mencionam um raide bem sucedido em terras árabes na Cilícia liderado por Nicéforo, em retaliação dum ataque árabe na fortaleza de Misteia no Tema Anatólico. Enquanto direcionando os estrategos dos anatólios e do Tema Opsiciano para lidar com a invasão árabe, Nicéforo liderou suas forças numa invasão às imediações de Adana, fazendo muitos prisioneiros, e confundiu os árabes ao seguir um curso diferente em seu retorno, evitando o exército inimigo enviado para bloquear sua retirada. Esse raide não datado provavelmente ocorreu nos anos antes ou diretamente depois da guerra com a Bulgária.
Nenhuma conclusão definitiva para sua morte pode ser alcançada hoje, mas muitos estudiosos modernos, como Jean-Claude Cheynet, duvidam da versão de Teófanes Continuado. Teria sido muito incomum para um antigo doméstico ser nomeado à posição subordinada dum estratego temático, e há razão para duvidar-se da autenticidade da história de Zautzes vendo em Nicéforo um potencial futuro imperador e oferecendo a mão de uma — de outro modo desconhecida — filha em casamento.

## Avaliação e família

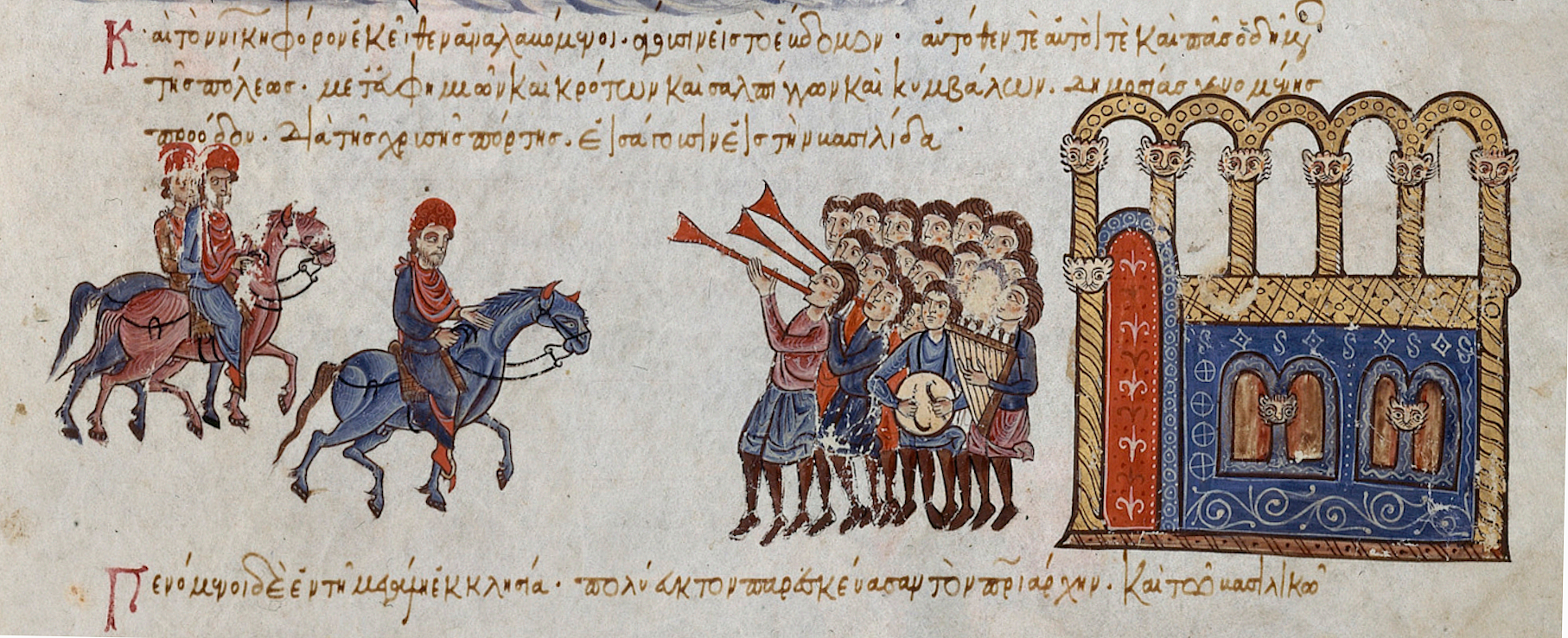
Nicéforo entre em Constantinopla como imperador em 963.Iluminura no Escilitzes de Madrid.

Em todos os relatos, Nicéforo Focas aparece como um soldado capaz. Leão VI louva-o por seus talentos militares em sua Táctica, e ele é creditado com a invenção duma arma para conter a cavalaria inimiga durante sua campanha contra os búlgaros, consistindo numa estaca afiada cravada no solo.
Nicéforo era pai de Bardas Focas, o Velho e Leão Focas, o Velho, ambos futuros domésticos das escolas e, através de Bardas, o avô de Nicéforo II Focas (r. 963–969), general e imperador entre 963 e 969, e de Leão Focas, o Jovem, general. Tanto Leão como Nicéforo II conseguiram grandes sucessos contra os árabes, com Nicéforo em particular liderando a recuperação de Creta, Chipre, Cilícia e Antioquia.